# (3142) Kilopi
(3142) Kilopi es un asteroide perteneciente al cinturón de asteroides descubierto por André Patry el 9 de enero de 1937 desde el Observatorio de Niza, Francia.

## Designación y nombre
Kilopi fue designado inicialmente como 1937 AC.
El nombre deriva de que el número del asteroide es mil veces el número Π.

## Características orbitales
Kilopi orbita a una distancia media del Sol de 2,554 ua, pudiendo acercarse hasta 2,327 ua y alejarse hasta 2,781 ua. Su inclinación orbital es 14,19° y la excentricidad 0,08903. Emplea 1491 días en completar una órbita alrededor del Sol.